# Luci Aureli Cota (cònsol 65 aC)
Luci Aureli Cota (en llatí: Lucius Aurelius Cotta) va ser un magistrat romà. Era fill del tribú de la plebs Luci Aureli Cota i nebot de Gai Aureli Cota i de Marc Aureli Cota.
Va ser pretor l'any 70 aC quan es va aprovar la lex Aurelia judiciaria que va encarregar els judicis a una cort formada per senadors, cavallers i els tribuns de l'erari, que tenia per objectiu principal privar al senat romà del dret exclusiu d'actuar com a jutges, i que altres estaments de l'estat participessin en les funcions judicials.
L'any 65 aC van ser elegits cònsols Publi Corneli Sul·la i Publi Autroni Pet, però Cota i Luci Manli Torquat els acusaren a tots dos del delicte d'ambitus. Els van condemnar i els dos acusadors van ser elegits cònsols en el seu lloc.
No gaire després Autroni Pet va entrar a la primera conjuració de Catilina per matar als cònsols i a molts senadors, conspiració que va ser descoberta i frustrada. L'any 64 aC Cota va ser censor, però juntament amb el seu col·lega va renunciar per l'oposició i les maquinacions dels tribuns de la plebs. L'any 63 aC, després d'haver-se desarticulat la conspiració de Catilina, Cota va proposar al senat una supplicatio per Ciceró, amb el qual sembla que eren amics. Més endavant va ser un dels que va proposar al senat una moció pel retorn de l'orador.
Durant la guerra civil Cota va ser partidari de Juli Cèsar, puix que era parent de la seva mare, Aurèlia. Quan Cèsar va obtenir el triomf total, va córrer el rumor que Cota, que llavors era quindecemvir, proposaria el conferiment a Cèsar del títol de Rex amb la justificació de què els parts, contra els que Cèsar preparava la guerra, només podien ser derrotats per un rei. Aquesta proposta mai es va fer efectiva.
Després de l'assassinat de Cèsar el 44 aC, Cota, ple de desesperació, no va assistir a les sessions del senat i va abandonar la política. Ciceró l'elogia com a persona de considerable talent i gran prudència.